# Castelginest
Castelginest är en kommun i departementet Haute-Garonne i regionen Occitanien i södra Frankrike. Kommunen ligger i kantonen Toulouse 14e Canton som tillhör arrondissementet Toulouse. År 2022 hade Castelginest 11 033 invånare.

## Befolkningsutveckling
Antalet invånare i kommunen Castelginest
Referens:INSEE

## Monument

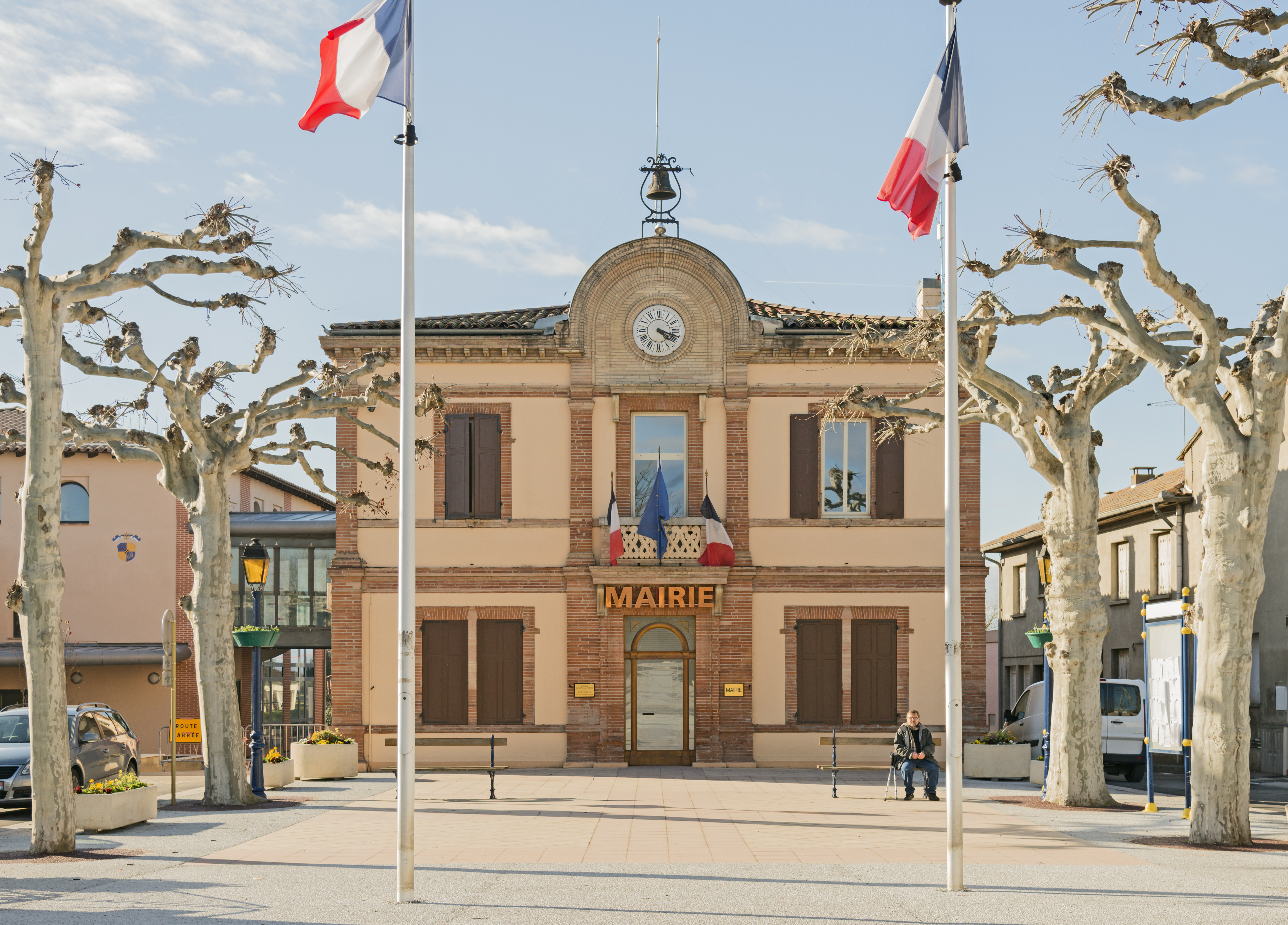
Rådhuset.
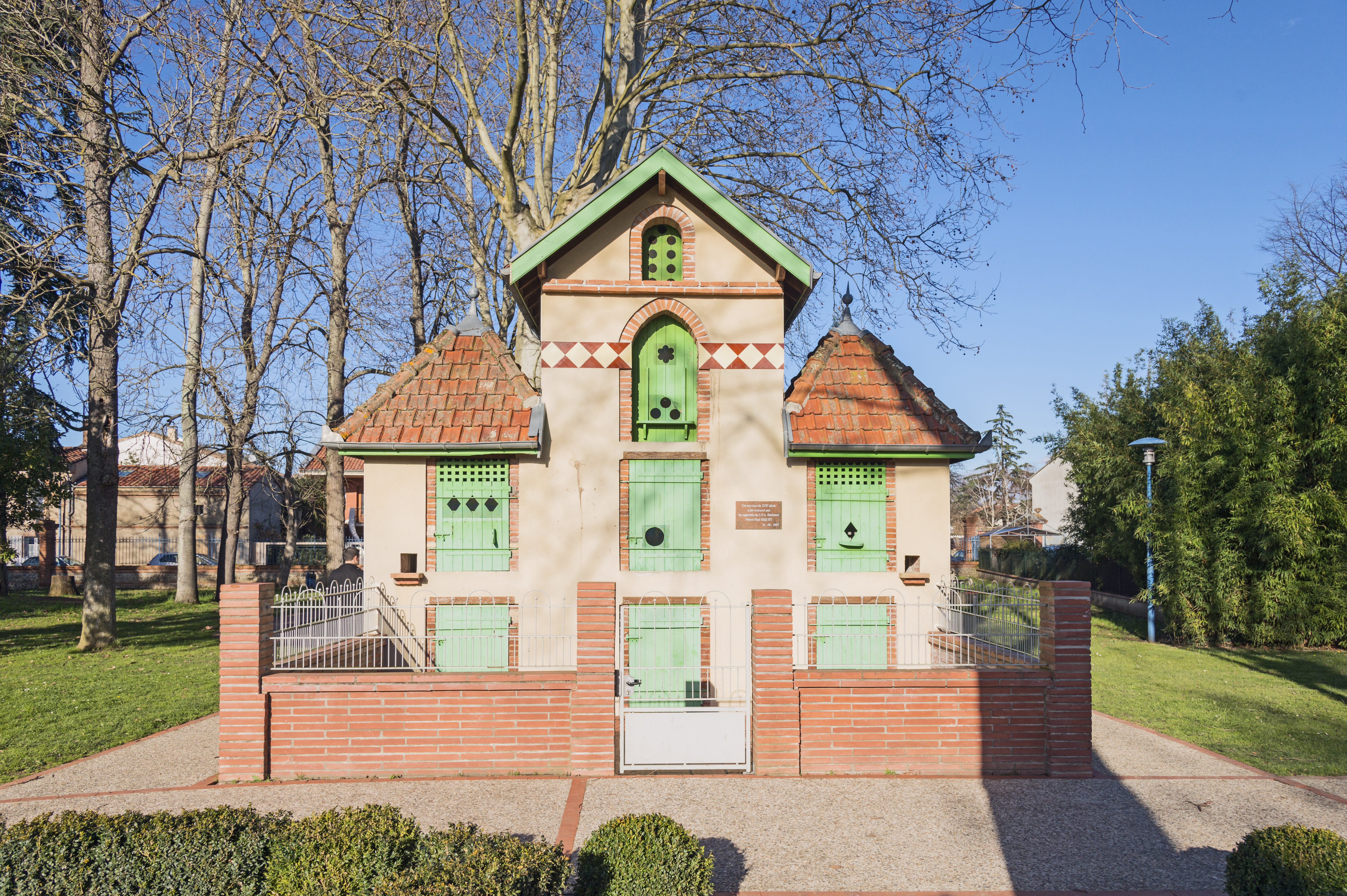
Duvslag.
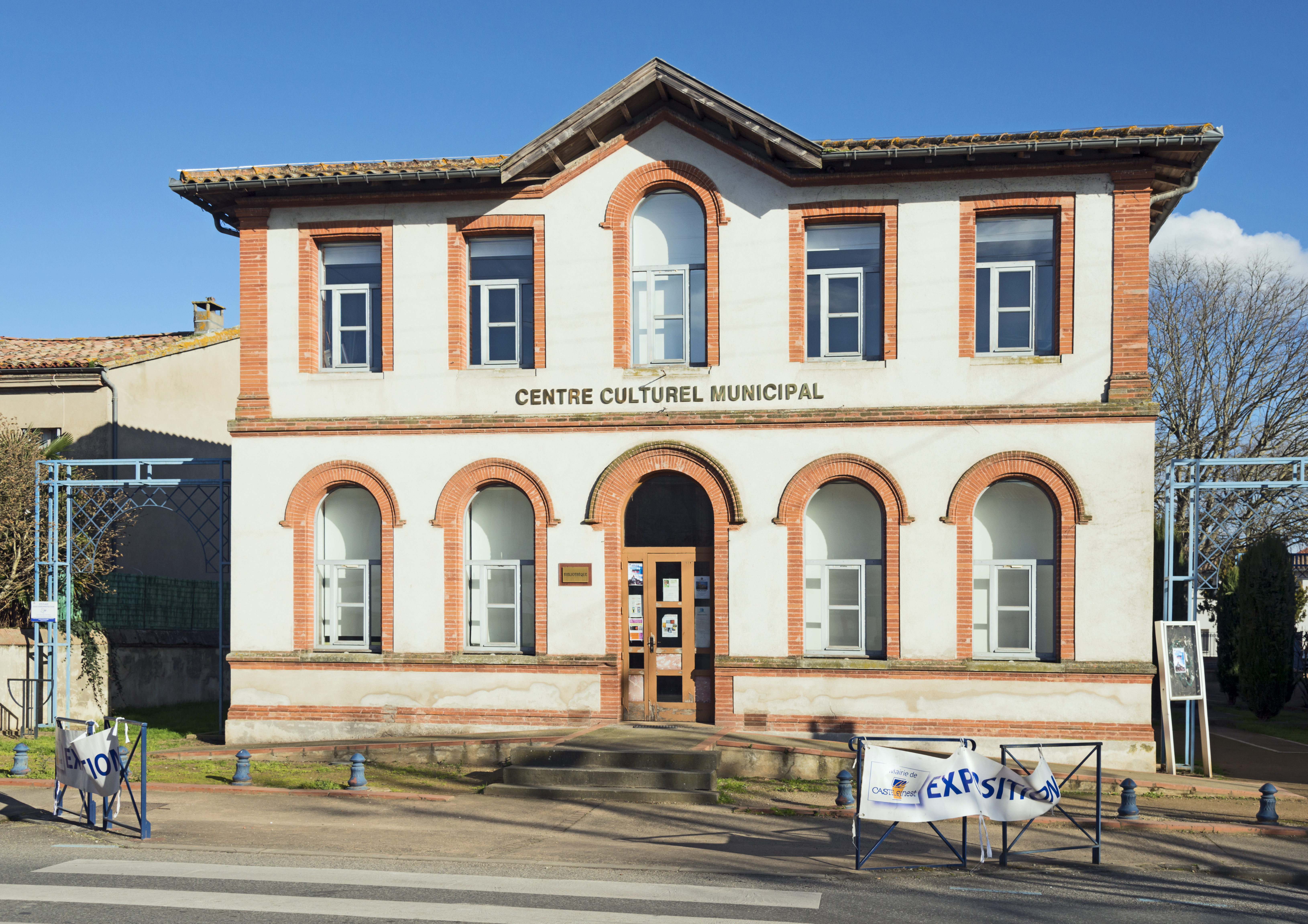
Den kommunala Cultural Center.
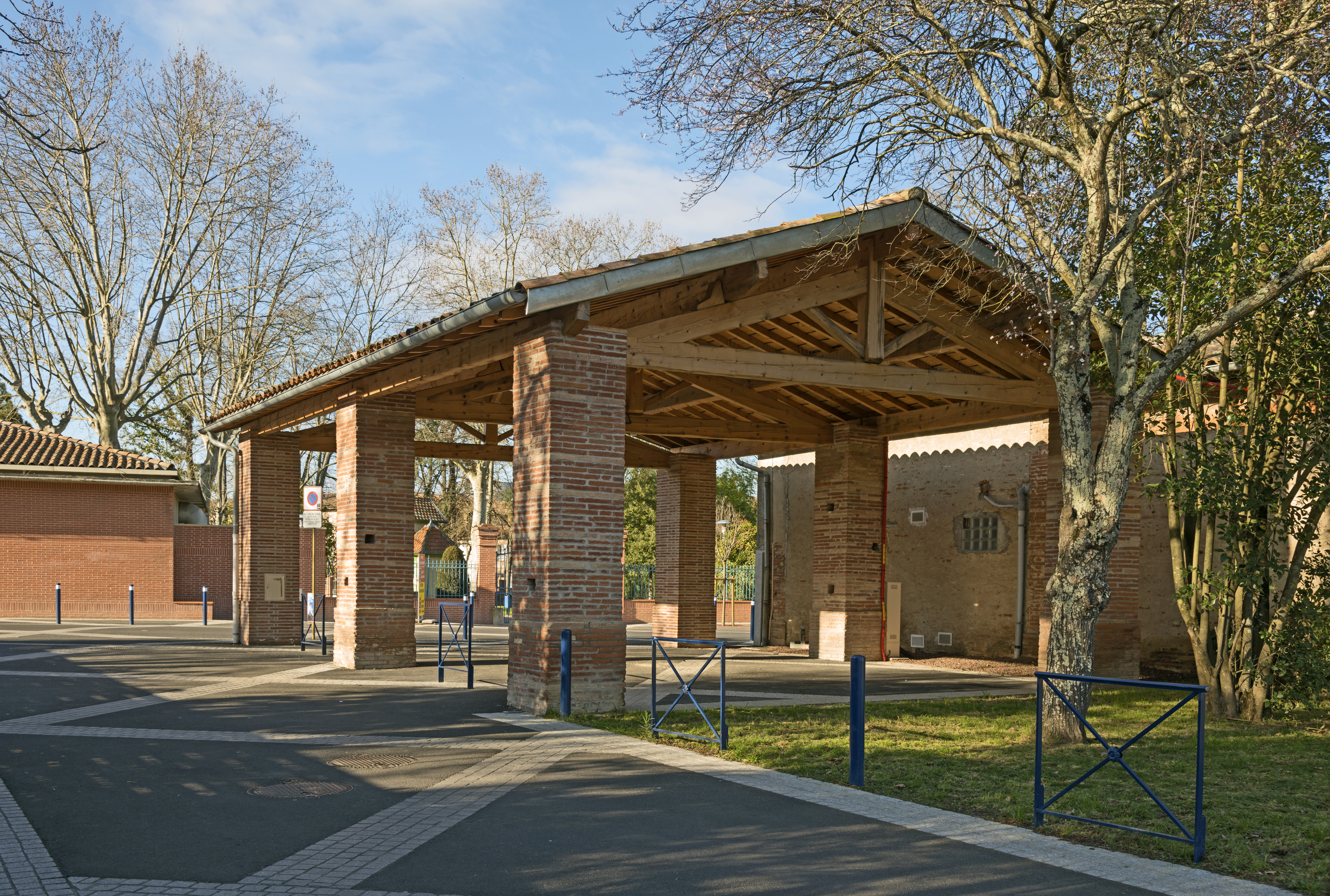
Saluhallen.
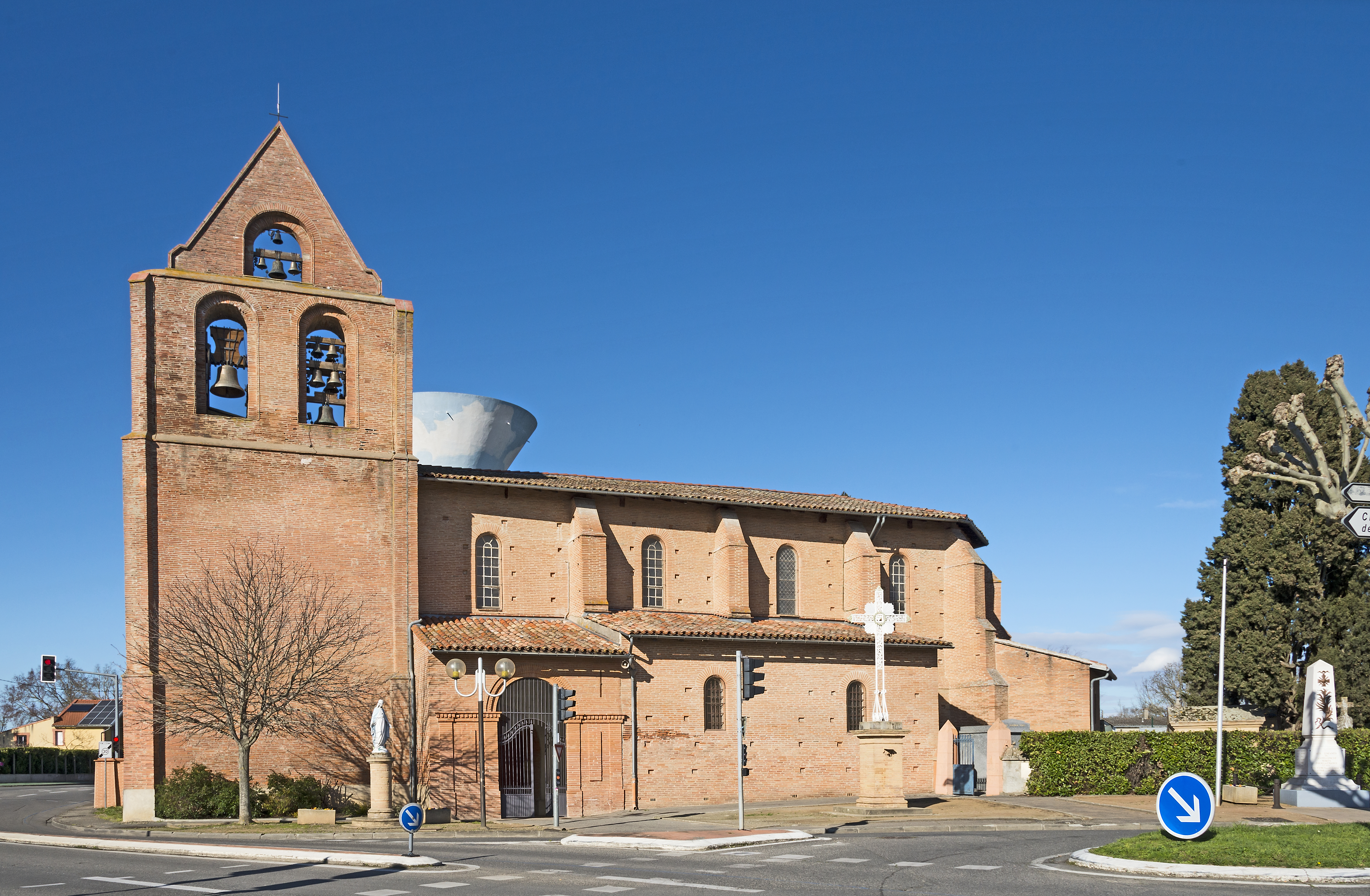
Kyrka Saint-Étienne
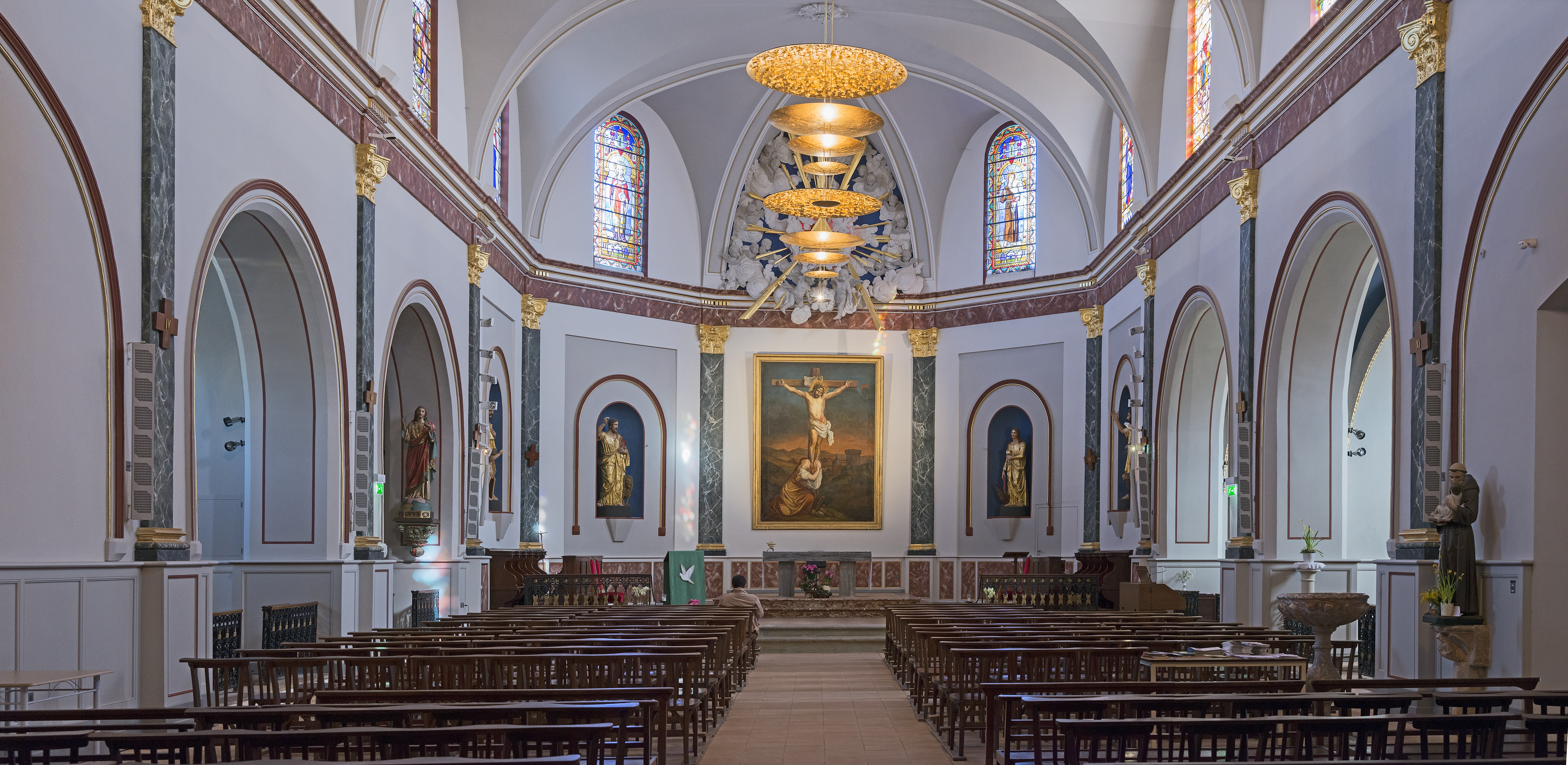